# Стара река (приток на Струма)
Вижте пояснителната страница за други значения на Стара река.
Стара река (или Вранещица) е река в Югозападна България, област Благоевград, общини Симитли и Благоевград, десен приток на река Струма. Дължината ѝ е 29 км. Отводнява югоизточните части на планината Влахина.
Стара река води началото си под името Вранещица от извор-чешма на 1727 м н.в., в най-южната част на планината Влахина, на 1,6 км на юг от първенеца на планината — връх Кадийца (Огреяк, 1924 м). отначало тече на север в стръмна, дълбока и гориста долина. След махала Въчковци на село Сухострел завива на североизток, като долината запазва предишния си характер и в този си участък служи за граница между общините Симитли и Благоевград. В долното течение посоката ѝ става източна, а долината по-широка и с по-полегати склонове. Влива се отдясно в река Струма, на 302 м н.в., в чертите на село Железница.
Площта на водосборния басейн на реката е 96 км2, което представлява 0,55% от водосборния басейн на река Струма.
Основен приток: Дебочишка река (ляв).
Стара река е с преобладаващо дъждовно подхранване с максимум март-април и минимум август-септември.
По течението на реката в Община Симитли са разположени 3 села: Сухострел, Брестово и Железница.
На десния бряг на реката, западно от село Тросково е разположен Тросковският манастир „Св. Арахангел Михаил“.

## Топографска карта
- Лист от карта K-34-82. Мащаб: 1 : 100 000.
- Лист от карта K-34-83. Мащаб: 1 : 100 000.